# Wilhelm Schulz (Grafiker)
Wilhelm Schulz (* 23. Dezember 1865 in Lüneburg; † 16. März 1952 in München) war ein deutscher Karikaturist, Maler und Dichter. Er hat insbesondere für die Satire-Zeitschrift Simplicissimus und als Buchillustrator gearbeitet.

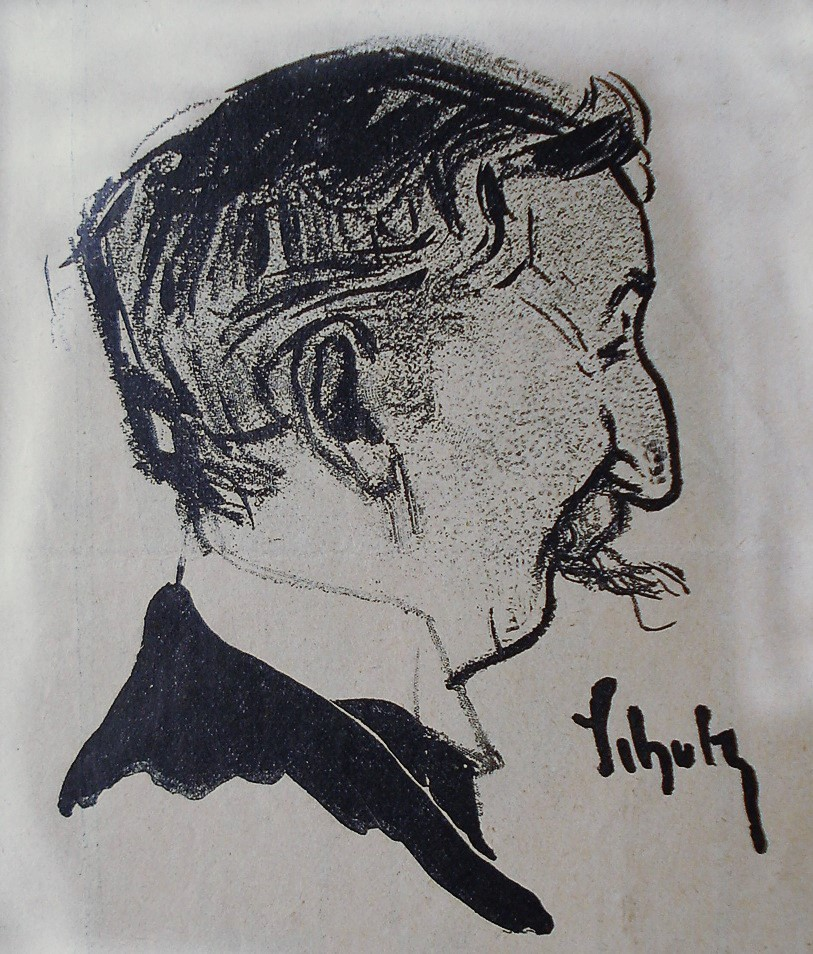
Wilhelm Schulz, Selbstbildnis, Verlagskatalog Albert Langen Verlag 1897

## Leben
Aus einfachen Verhältnissen stammend besuchte Schulz die Gewerbe- und Bauschule in Hamburg, die er jedoch nach dem überraschenden Tod des Vaters vorzeitig abbrechen musste. Er schloss daraufhin eine Lehre an der Lithographischen Kunstanstalt in Hamburg ab. 1887 konnte er mit einem Stipendium des Preußischen Kultusministeriums die Berliner Kunsthochschule besuchen. Anschließend studierte er an der Kunstgewerbeschule in Karlsruhe und schließlich ab dem 21. Oktober 1892 an der Münchner Kunstakademie bei Paul Hoecker, bei dem auch Bruno Paul und eine Reihe der Künstler der späteren Vereinigung Scholle studierten. Sie alle zählten wenig später zum Kreis um den jungen Verleger Albert Langen, als dieser 1896 die Satirezeitschrift Simplicissimus ins Leben rief.
Schulz heiratete 1897 die ebenfalls aus Lüneburg stammende Marie Clausius, mit der er eine Tochter, Anneliese, später verheiratete Böhmer, hatte. Den Rest seines Lebens verbrachte er in München, muss jedoch zu intensiven Studienreisen nach Lüneburg zurückgekehrt sein, da er bis ins hohe Alter hinein immer wieder neue Motive aus seiner Vaterstadt für seine Simplicissimus-Bilder heranzog. 1943 wurde seine Wohnung in München von Bomben zerstört, so dass das Ehepaar an den Walchensee übersiedeln musste. Nach dem Krieg kehrten sie nach München zurück. Da Schulz mit dem Simplicissimus-Verlag seine Lebensgrundlage verloren hatte, verbrachte er, von einem Augenleiden an der Arbeit gehindert, seine letzten Lebensjahre in sehr bescheidenen Verhältnissen. Erst mit seinem Tod wurde wieder auf ihn aufmerksam gemacht.

## Werk
Wilhelm Schulz war neben Eduard Thöny der einzige Zeichner, der vom ersten bis zum letzten Jahrgang Beiträge für den Simplicissimus lieferte. 1906 wurde er Teilhaber der GmbH, von der die Zeitschrift nun herausgegeben wurde.
Seine Besonderheit unter den Kollegen war, dass er oft zu seinen Zeichnungen Gedichte schrieb, deren sprachlicher Duktus an Theodor Storm und Wilhelm Raabe erinnert. Das Gedicht Der Jäger wurde von Edvard Grieg vertont. Über Jahrzehnte hinweg brachte er stimmungsvolle Veduten deutscher Kleinstädte, die frei von allen Spuren des modernen Lebens eine „gute alte Zeit“ in Erinnerung rufen. Es wurde immer betont, dass Schulz mit seinen Bildgedichten eine besonders gefühlsbetonte Note in die Zeitschrift brachte. Er schuf aber, insbesondere ab 1900, mindestens genauso viele Bilder mit tagespolitischem Bezug. Mehr als seine Zeichnerkollegen nahm er dabei für die Arbeiterklasse Stellung, deren ausgemergelten Gestalten an die Zeichnungen von Käthe Kollwitz erinnern.
Schulz war von 1900 bis 1913 Mitglied der Berliner Secession, für die er 1900 und 1902 auch Ausstellungsplakate schuf. Bis 1900 wurde er dort mit dem Wohnsitz Charlottenburg geführt, so dass er wohl in dieser Zeit zwei Wohnsitze – in München und in Charlottenburg – hatte. In den Katalogen der Secession wird er als Maler bezeichnet, stellte jedoch vor allem Zeichnungen aus, deren Titel nahelegen, dass es sich um Bilder handelte, die im Simplicissimus erschienen waren. Er entwarf auch Bühnenbilder und Theaterkostüme, u. a. für die Inszenierung des Shakespeare-Stückes Was ihr wollt von Max Reinhardt an den Münchner Kammerspielen.
Die Gleichschaltung des Simplicissimus durch die Nationalsozialisten im März 1933 trug er mit und passte sich den neuen politischen Gegebenheiten an. Er war 1937, 1938 und 1940 auf der Großen Deutschen Kunstausstellung in München vertreten. Dabei erwarb Hitler 1938 die Zeichnung „Aus Rothenburg“ und 1940 die Zeichnung „Stadtmauerturm“, sowie das Gouache-Tafelbild „Verschneiter Garten“  Museen wie die Staatliche Graphische Sammlung München erwarben nun seine Zeichnungen.

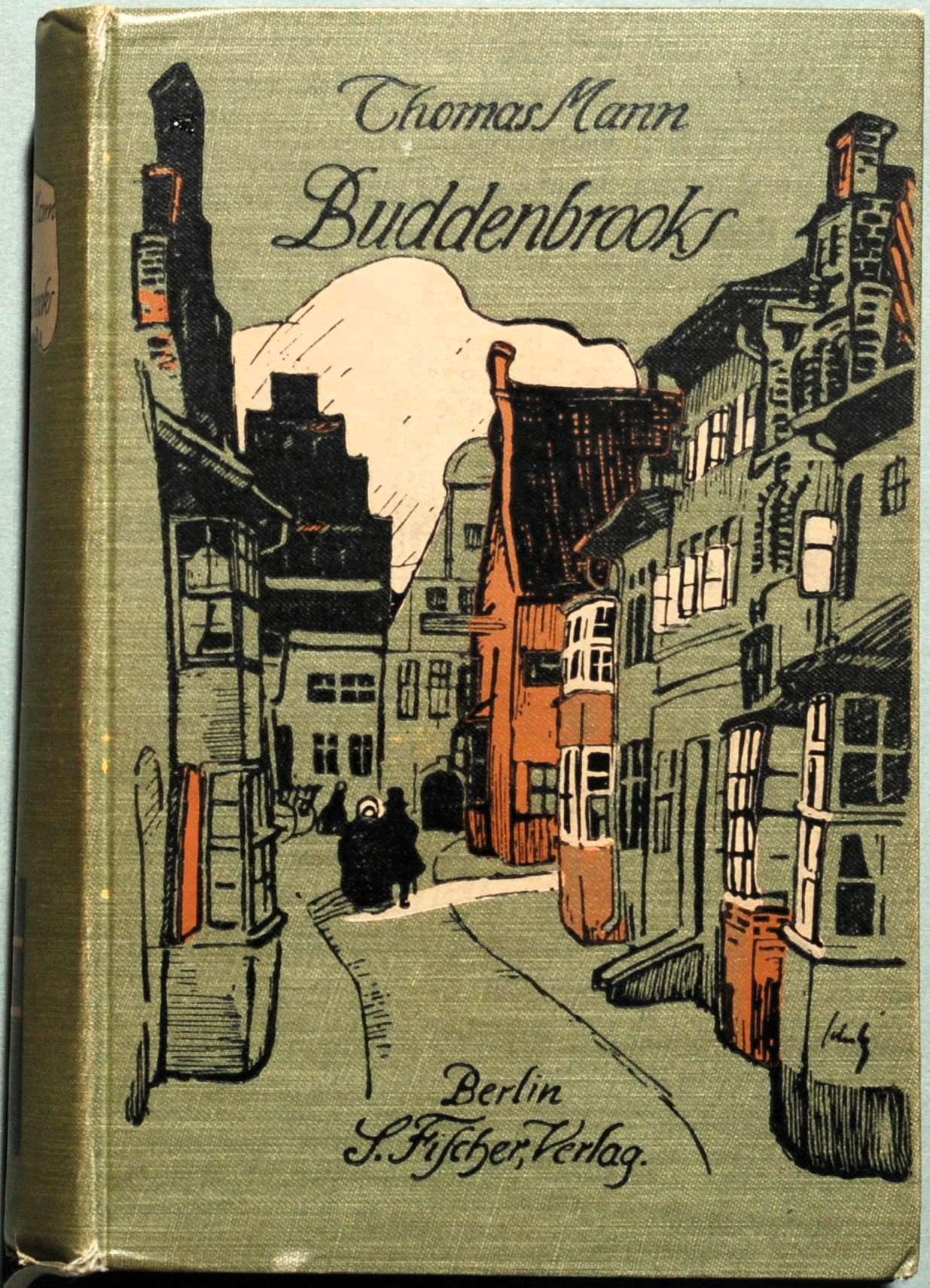
Umschlag für Thomas Manns Buddenbrooks, 1904

Schulz schuf eigene Bücher, darunter zwei erfolgreiche Kinderbücher, und er illustrierte zahlreiche literarische Werke u. a. von Hermann Hesse, Hugo Salus, Ina Seidel und Ludwig Thoma. Heute dürften durch mehrfache Neuauflagen seine Umschlagzeichnung für Thomas Manns Roman Buddenbrooks und die Illustrationen zu Selma Lagerlöf Die wunderbare Reise des kleinen Nils Holgersson mit den Wildgänsen am bekanntesten sein. Für eine Briefmarke der Deutschen Post 2008 wurde ein Detail aus der Einbandillustration verwendet.
Schulz’ frühe Illustrationen zeigen in den Umschlägen noch den Stil der Schmuckblätter von Franz von Stuck und in den Illustrationen, autotypisch als Grisaillen gedruckte Aquarelle, fast fotorealistische Miniaturen, wie sie auch Adolf Münzer oder Ferdinand von Rezniček in den 1890er Jahren schufen. Schon bald übernahm aber Schulz den charakteristischen Stil seiner Simplicissimus-Bilder auch für die Buchillustration.

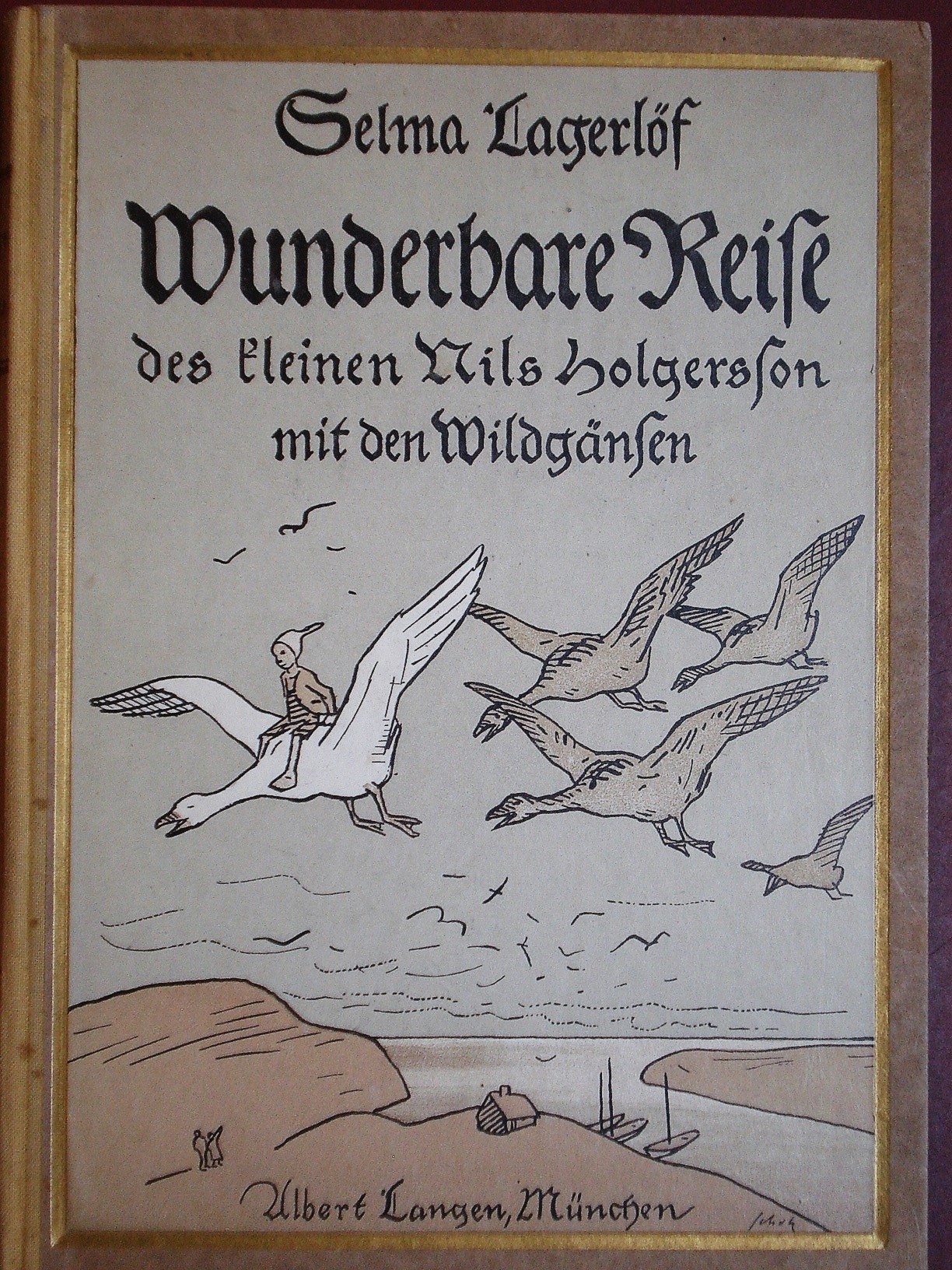
Umschlag zu Nils Holgersson

## Eigenständige illustrierte Bücher
- Märchen. Bilder und Gedichte von Wilhelm Schulz. Albert Langen Verlag, München o. J. [ca. 1903]
- Der Prutzeltopf. Ein Kinderbuch. Bilder und Verse. Albert Langen Verlag, München o. J. [1904]
- Der Bunte Kranz. Albert Langen Verlag, München 1908
- Die liebe Eisenbahn. Gerhard Stalling, Oldenburg 1926 (englische Ausgabe: Whitman & Co., Chicago 1933)

## Buchillustrationen
- Hans Arnold: Der Umzug und andere Novellen. Adolf Bonz & Co., Stuttgart 1896
- Ludwig Hevesi: Die Althofleute. Ein Sommerroman. Adolf Bonz & Co., Stuttgart 1897
- Hans Arnold: Aprilwetter. Neue Novellen. Adolf Bonz & Co. Verlag, Stuttgart 1898
- Thomas Mann: Der kleine Herr Friedemann. Novellen. S. Fischer Verlag, Berlin 1898 (Einband mit floraler Prägung)
- Hugo Salus: Gedichte. Georg Müller Verlag, München 1901 (Einband)
- Hugo Salus: Susanna im Bade. Schauspiel in 1 Aufzug. Mchn., Langen 1901.
- Hans Arnold: Sonnenstäubchen. Neue Novellen. Adolf Bonz & Co., Stuttgart 1902
- Hugo Salus: Ernte. Albert Langen Verlag, München 1903 (Einband)
- Thomas Mann: Buddenbrooks. S. Fischer Verlag, Berlin 1904 (Einband)
- Christian Reuter: Schelmuffskys wahrhaftige kuriöse und sehr gefährliche Reisebeschreibung Zu Wasser und Lande. Erstmals gedruckt zu Schelmerode im Jahr 1696. Jetzt auf’s Neue übersehen und herfürgebracht von Engelbert Hegaur (d. i. Wilhelm Engelbert Oeftering). Albert Langen Verlag, München o. J. [um 1910] (Einband)
- Otto Rühle: Das proletarische Kind. Eine Monographie. Albert Langen Verlag, München 1911 (Einband)
- Joseph Conrad: Das Biest und andere Erzählungen. Albert Langen Verlag, München 1912 (Einband)
- Martin Andersen Nexö: Das Glück. Eine Erzählung aus dem Bornholmer Nordland. München Albert Langen 1913
- Ludwig Thoma: Nachbarsleute. Albert Langen Verlag, München 1913 (Einband)
- Hermann Hesse: In der alten Sonne. Berlin: S. Fischer: 1914
- Leo Perutz: Die dritte Kugel. Albert Langen Verlag, München 1915 (Einband)
- Hermann Hesse: Der Lateinschüler. Hamburg-Großborstel: Verlag der Deutschen Dichter-Gedächtnis-Stiftung 1915
- Max Dauthendey: Des großen Krieges Not. Albert Langen Verlag, München 1915 (Einband)
- Hermann Löns: Der kleine Rosengarten. Volkslieder. Eugen Diederichs Verlag, Jena 1915 (Einband)
- Ludwig Thoma: Heilige Nacht. Eine Weihnachtslegende. Albert Langen Verlag, München o. J. (1916)
- August Lämmle: Bunte Geschichten. Mären und Schwänke. Aus dem Volksmund und aus alten Schriften geschöpft. Stuttgart: Strecker & Schröder 1917 (Einband)
- Hermann Löns: Der kleine Rosengarten. Volkslieder. Jena: Eugen Diederichs Verlag 1917
- Verner von Heidenstam: Karl der Zwölfte und seine Krieger. Erster und Zweiter Teil. Albert Langen Verlag, München o. J. (1918)
- Leo Perutz: Der Marques de Bolibar. Roman. Albert Langen Verlag, München 1920
- Otto von Greyerz: Hebels Schatzkästlein. Für die Jugend ausgewählt. Thienemanns Verlag, Stuttgart o. J. (ca. 1920)
- Ludwig Thoma: Der Jagerloisl. Eine Tegernseer Geschichte. Albert Langen Verlag, München 1921 (Einband)
- Ludwig Thoma: Der Ruepp. Roman. Albert Langen Verlag, München 1922 (Einband)
- Ludwig Thoma: Münchnerinnen. Roman. Albert Langen Verlag, München 1923 (Einband)
- Ludwig Thoma: Nachbarsleute. Albert Langen Verlag, München 1923 (Einband)
- Leo Perutz: Turlupin. Roman. Albert Langen Verlag, München o. J. (um 1924)
- John Habberton: Helenens Kinderchen. Berlin: Wegweiser Verlag 1924
- Gustav Eberlein: Kapitän Wulff. Vom Schiffsjungen bis zum Kapitän. Thienemann Verlag, Stuttgart 1924
- Ina Seidel: Das wunderbare Geißleinbuch. Neue Geschichten für Kinder, die die alten Märchen gut kennen. Friedrich Andreas Perthes, Stuttgart 1925
- Gustav Eberlein: Der Seebär. Wulffs weitere Fahrten und Abenteuer. W. Thienemann, Stuttgart 1926
- Geflügeltes und Gezeichnetes. Klassikerworte in der Karikatur nach einer Idee von Beo Grendel. Mit einem Vorwort von Alexander von Gleichen-Rußwurm. Illustriert von Karl Arnold, Josef Geis, Olaf Gulbransson, Thomas Theodor Heine, Friedrich Heubner, Erich Schilling, Wilhelm Schulz, Eduard Thöny, Erich Wilke u. a. München: Richard Pflaum Verlag, 1929
- Stijn Streuvels: Das Christkind. Albert Langen Georg Müller Verlag, München 1932
- Hermann Siegmann (Hrsg.): Jahraus – jahrein. Aus meinem Sommergarten. Herausgegeben im Auftrag der Gauverwaltung des NS-Lehrerbundes Gau Württemberg-Hohenzollern. Thienemann Verlag, Stuttgart o. J. [1937] (Illustrationsbeiträge)

## Ausstellungen
- 1940 Städtische Galerie im Lenbachhaus, München
- 1942 Wandrahm-Museum, Lüneburg
- 1952 Museum für das Fürstentum Lüneburg, Lüneburg (Katalogbroschüre)